# Łyżwiarstwo figurowe na Zimowych Igrzyskach Olimpijskich 1924
Łyżwiarstwo figurowe na Zimowych Igrzyskach Olimpijskich 1924 – jedna z dyscyplin rozgrywanych podczas igrzysk w dniach 29–31 stycznia 1924 w Chamonix-Mont-Blanc, we Francji. Zawody odbyły się w trzech konkurencjach: solistów, solistek, par sportowych.

## Medaliści
| Konkurencja   | Złoto                            | Srebro                                | Brąz                        |
| Soliści       | Gillis Grafström                 | Willy Böckl                           | Georges Gautschi            |
| Solistki      | Herma Plank-Szabó                | Beatrix Loughran                      | Ethel Muckelt               |
| Pary sportowe | Helene Engelmann / Alfred Berger | Ludowika Jakobsson / Walter Jakobsson | Andrée Joly / Pierre Brunet |

## Klasyfikacja medalowa
| Miejsce | Państwo           | złoto | srebro | brąz | Łącznie |
| ------- | ----------------- | ----- | ------ | ---- | ------- |
| 1       | Austria           | 2     | 1      | 0    | 3       |
| 2       | Szwecja           | 1     | 0      | 0    | 1       |
| 3       | Finlandia         | 0     | 1      | 0    | 1       |
| 3       | Stany Zjednoczone | 0     | 1      | 0    | 1       |
| 5       | Francja           | 0     | 0      | 1    | 1       |
| 5       | Szwajcaria        | 0     | 0      | 1    | 1       |
| 5       | Wielka Brytania   | 0     | 0      | 1    | 1       |

## Wyniki

### Soliści

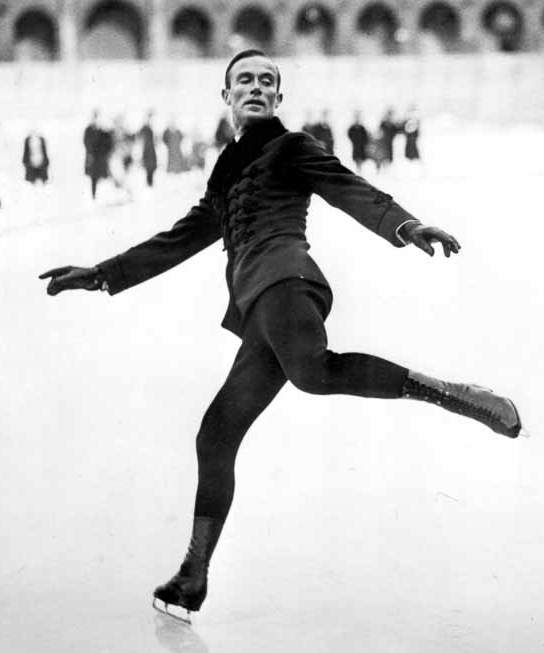
Mistrz olimpijski Gillis Grafström podczas występu na zawodach olimpijskich (1924)

| Poz. | Zawodnik         | Reprezentacja     | Punkty | Miejsca | CF | FS |
| ---- | ---------------- | ----------------- | ------ | ------- | -- | -- |
| 01 ! | Gillis Grafström | Szwecja           | 367,89 | 10      | 1  | 2  |
| 02 ! | Willy Böckl      | Austria           | 359,82 | 13      | 2  | 1  |
| 03 ! | Georges Gautschi | Szwajcaria        | 319,07 | 23      | 3  | 4  |
| 4    | Josef Slíva      | Czechosłowacja    | 310,77 | 28      | 5  | 3  |
| 5    | John Page        | Wielka Brytania   | 295,36 | 36      | 6  | 5  |
| 6    | Nathaniel Niles  | Stany Zjednoczone | 274,47 | 46      | 4  | 9  |
| 7    | Melville Rogers  | Kanada            | 269,82 | 51      | 7  | 8  |
| 8    | Pierre Brunet    | Francja           | 268,61 | 54      | 9  | 6  |
| 9    | Freddy Mésot     | Belgia            | 266,18 | 54      | 8  | 7  |
| 10   | Herbert Clarke   | Wielka Brytania   | 219,75 | 70      | 10 | 11 |
| 11   | André Malinet    | Francja           | 202,46 | 77      | 11 | 10 |

### Solistki

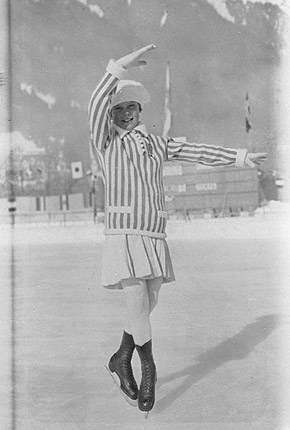
Sonja Henie (na zdjęciu) była najmłodszą uczestniczką ZIO 1924 mając w momencie rozgrywania zawodów 11 lat 295 dni. Zakończyła zawody na ostatnim, 8. miejscu, zaś z kolejnych trzech Olimpiad przywiozła 3 złote medale.

| Poz. | Zawodniczka       | Reprezentacja     | Punkty | Miejsca | CF | FS |
| ---- | ----------------- | ----------------- | ------ | ------- | -- | -- |
| 01 ! | Herma Plank-Szabó | Austria           | 299,17 | 7       | 1  | 1  |
| 02 ! | Beatrix Loughran  | Stany Zjednoczone | 279,85 | 14      | 2  | 3  |
| 03 ! | Ethel Muckelt     | Wielka Brytania   | 250,07 | 26      | 3  | 7  |
| 4    | Theresa Blanchard | Stany Zjednoczone | 249,53 | 27      | 4  | 4  |
| 5    | Andrée Joly       | Francja           | 231,92 | 38      | 7  | 2  |
| 6    | Cecil Smith       | Kanada            | 230,75 | 44      | 5  | 5  |
| 7    | Kathleen Shaw     | Wielka Brytania   | 221,00 | 46      | 6  | 8  |
| 8    | Sonja Henie       | Norwegia          | 203,82 | 50      | 8  | 6  |

### Pary sportowe
| Poz. | Zawodnicy                             | Reprezentacja     | Punkty | Miejsca |
| ---- | ------------------------------------- | ----------------- | ------ | ------- |
| 01 ! | Helene Engelmann / Alfred Berger      | Austria           | 10,64  | 9       |
| 02 ! | Ludowika Jakobsson / Walter Jakobsson | Finlandia         | 10,25  | 18,5    |
| 03 ! | Andrée Joly / Pierre Brunet           | Francja           | 9,89   | 22      |
| 4    | Ethel Muckelt / John Page             | Wielka Brytania   | 9,93   | 30,5    |
| 5    | Gérardine Herbos / Georges Wagemans   | Belgia            | 8,82   | 37      |
| 6    | Theresa Blanchard / Nathaniel Niles   | Stany Zjednoczone | 9,07   | 39      |
| 7    | Cecil Smith / Melville Rogers         | Kanada            | 9,11   | 41      |
| 8    | Mildred Richardson / Tyke Richardson  | Wielka Brytania   | 7,68   | 57      |
| 9    | Simone Sabouret / Charles Sabouret    | Francja           | 7,15   | 61      |